# Kimiko Saitō
Kimiko Saitō (斉藤 貴美子 Saitō Kimiko, Prefectura de Nagano, 12 de febrero de 1977) es una seiyū japonesa. Ha participado en series como Death Note, Higashi no Eden y One Piece, entre otras. Está afiliada a Aoni Production.
Es maestra de primaria y secundaria baja.
Participó del álbum conceptual L de Acid Black Cherry como narradora, junto otros compañeros seiyū.

## Roles Interpretados

### Series de Anime
- Abarenbou Rikishi!! Matsutarou como Ei
- Area 88 como Alicia
- Bakugan: Gundalian Invaders como Kazarina
- Basilisk: The Kouga Ninja Scrolls como Ofuku
- Ben-To como Ooinoshishi
- Blood+ como la Sra. Carlyle
- Blue Drop como Hiroko Funatsumaru
- Bobobo como Pickle
- Death Note como Rem
- Dragon Ball Kai como la madre de Ikose e Idasa
- Elemental Gelade como Jilltail
- Gantz como la tía de Kato
- Ginga Tetsudou Monogatari como la General Forecis y Chiyo Murase
- Hanasaku Iroha como Shigeko Wakura
- Handa-kun como Juri
- Hataraku Maō-sama! como Miki Shiba
- Higashi no Eden como Onee
- Hunter x Hunter (2011) como Milluki Zoldyck/Buta-kun y Cutie Beauty
- Mobile Suit Gundam: Iron-Blooded Orphans 2º temporada como Kukubita Uug
- Natsume Yūjin-Chō como Hishigaki
- NHK ni Yōkoso! como Kazuko
- One Piece como Gyoru, Boa Marigold, Catarina Devon, Agilia y Elmy
- Otome Yōkai Zakuro como Mitsubaichō
- Pani Poni Dash! como Ogin
- Rozen Maiden como la Muñeca del Show de Kun-Kun
- Seiken no Blacksmith como Anna
- Seikon no Qwaser como Big Mama/Nikuma
- Seikon no Qwaser II como Big Mama/Nikuma
- Sengoku Collection como Marie
- Tanken Driland como Paron
- The Rolling Girls como Hatsue Seto
- Yu-Gi-Oh! 5D's como Martha

### OVAs
- Nana to Kaoru como Waka Sugimura

### Películas
- Eden of the East the Movie I: The King of Eden como Onee
- Eden of the East the Movie II: Paradise Lost como Onee
- Hunter × Hunter: The Last Mission como Milluki Zoldyck/Buta-kun

### Especiales de TV
- Death Note Rewrite: The Visualizing God como Rem
- Kuragehime: Soreike! Amars Tankentai como Chieko

### Videojuegos
- Bladestorm: The Hundred Years' War como Philippa
- Edelweiss como Hisae Aozora y Rei Andou
- No More Heroes: Heroes Paradise como Speed Buster
- Soulcalibur III como Aurelia Dichala Dolce
- Yakuza 3 como Mitsuo

### Doblaje
- Kid vs. Kat como la Señora Munson
- ParaNorman como Alvin
- South Park como Eric Cartman
- Turbo como Burn

## Animación
Ha participado en la producción de las siguientes series y películas:
- Cobra: Fotografía
- Conspiración de Fuma: Tweening
- Medaka Box: Animación